# Li Xiuming
En una onomàstica xinesa Li es el cognom i Xiuming el prenom.
Li Xiuming (xinès simplificat: 李秀明) (Tianjin 1954 - ) Empresaria i actriu de cinema xinesa. Amb Zhang Jinling i Liu Xiaoqing, va ser coneguda com una de les "tres flors d'or" o "les tres flors dels Estudis de  Cinema de Pequín".
Li va començar a actuar a l'edat d'onze anys, el 1965, amb un petit paper a "The Younger Generation" (年轻的一代) dirigida per Zhao Ming.
El seu primer paper va ser el de Chunmiao a la pel·lícula homònima (春苗), codirigida el 1975 per Xie Jin , Yan Bili i Liang Tingduo, a partir d'un guió de Zhao Zhiqiang; una història de lluita de classes en un hospital rural.
El 1976 es va incorporar al Beijing Film Studio, on va. treballar en pel·lícules com a "Billows" (巨澜), i  "The Great River Flows On" (大河奔流), codirigida per Xie Tieli i Chen Huai'ai.
L'any 1981 va guanyar el premi d'interpretació femenina al festival Coq d'or pel seu paper de 4a germana  a "Xu Mao i les seves filles" del director Wang Yan. Desprès va tornar a treballar amb Xie Jin en el paper principal de Qiu Jin  (秋瑾), a la pel·lícula homònima estrenada el gener de 1984.
El 1988, va protagonitzar la pel·lícula de vestuari "A Dream of Red Mansions" codirigida per Xie Tieli i Zhao Yuan, que va ser adaptada de la novel·la homònima escrita per Cao Xueqin.

#### Trajectòria empresarial
Daval la crisi cinematogràfica xinesa dels anys vuitanta Li va decidir formar-se en temes empresarials. Va estudiar marquèting a la Universitat de Finances i Comerç de Pequín. Inicialment es va associar amb un amic per crerar una empresa de planificació , plans de màrqueting i estudis de mercat. Posteriorment, el 1993, el seu amic, el director Wang Junzheng  li va portar una bossa de patates fregides dels Estats Unitss. Inspirats en les patates fregides nord-americanes "Pringles", i Li  i el seu segon marit, Cheng Jiushi, van decidir invertir en la fabricació de patates fregides, un producte desconegut a la Xina en aquella època.Des la a farina de patata crua, maquinària i equips , envasos de paper i cartrò, ho van importar tot , la qual cosa va requerir una inversió de centenars de milions de iuans. A finals de 1997, van llançar al mercat xinès, les patates fregides "Jiabao", situació que va coincidir amb la proliferació dels supermercats a Pequín, i va obrir el camí perquè "Jiabao" es convertís en un exit comercial. L'any 1998, els ingressos de vendes de "Jiabao" van ser de 40 milions de iuans, amb una quota de mercat que els va igualar amb les americanes "Pringles". La marca, "A Treasure for Everyone" (大家宝), va ser comprada per Pepsi el 2002.

## Filmografia
| Any  | Títol xinès      | Títol anglès                      | Paper         | Director                          |
| ---- | ---------------- | --------------------------------- | ------------- | --------------------------------- |
| 1975 | 春苗             | Chunmiao                          | Tian Chunmiao | Xie Jin, Yan Bili i Liang Tingduo |
| 1978 | 大河奔流         | The Great River Flows On          | Song Min      | Xie Tieli i Chen Huai-Ai          |
| 1978 | 巨瀾             | Billows                           | Feng Ni       | Dong Kena, Que Wen                |
| 1979 |                  | A Sweet Life                      | Thang Zhaodi  |                                   |
| 1980 | 今夜星光燦爛     | The Wish of a Survivor            |               | Xie Tieli                         |
| 1981 |                  | The Stars are Bright Tonight      |               |                                   |
| 1981 | 許茂和他的女兒們 | Xumao and His Daughters           | Xu Xiu-Yun    | Wang Yan                          |
| 1982 | 孔雀公主         | Princess Peacock                  | Princesa      | Xing Rong i Su Fei                |
| 1984 | 秋瑾             | Qiu Jin                           | Qiu Jin       | Xie Jin                           |
| 1986 | 你的微笑         | Your Smiles                       |               | Ma Bingyu                         |
| 1986 | 山林中头一个女人 |                                   | Li Nan        | Wang Junzheng                     |
| 1988 | 紅樓夢一部       | The Dream of Red Mansions, Part 1 | Yuanchun      | Xie Tieli i Zhao Yuan             |